# Caudal (Comarca)
Die Comarca Caudal (spanisch und asturisch Comarca del Caudal) ist eine von acht Comarcas (Verwaltungseinheit) der Autonomen Region Asturien. Verwaltungssitz der Comarca ist Mieres. Zur Comarca gehören folgende drei Concejos:

## Gemeinden
| Gemeinde       | Einwohner (2024) | Fläche km² | Dichte Einw./km² | Cod INE | Postleitzahl |
| -------------- | ---------------- | ---------- | ---------------- | ------- | ------------ |
| Aller          | 10.012           | 375,89     | 27               | 33002   | 33686        |
| Lena           | 10.259           | 315,51     | 33               | 33033   | 33620–33639  |
| Mieres         | 36.132           | 146,03     | 247              | 33037   | 33600        |
| Comarca Caudal | 56.403           | 837,43     | 67               | –       | –            |

1. ↑  Instituto Nacional de Estadística Municipal Register of Spain